# Liste der Erzbischöfe von Lyon

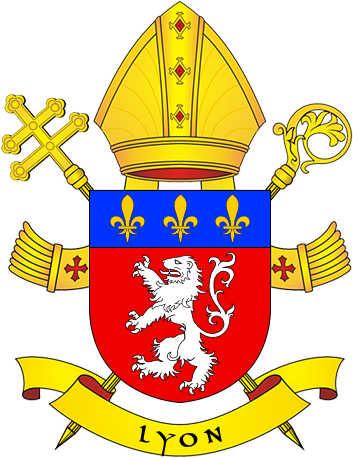
Wappen des Erzbistums Lyon

Die folgenden Personen waren Bischöfe und Erzbischöfe von Lyon:
- ca. 150–177: Pothinus
- 177–202: Irenäus
- Zacharias
- Helius
- Faustin
- Verus
- Jules
- Ptolemäus
- 314: Vocius
- Maxime
- Tetrade
- Virisime
- ca. 374–381: Justus
- Albin
- Martin
- Antiochus
- Elpidius
- Sicaire
- 434–450: Eucherius
- 451–491: Patient
- 492–493: Lupicin
- 494: Rustique
- Stephan
- 517: Viventiole
- 538: Loup
- 542–544: Leonce
- 545–551: Sacerdos, Verwandter des Gregor von Tours
- 552–573: Nicetius, dessen Neffe
- 573–585: Prisque
- 586–602: Aetherius
- 602–603: Secundinus
- 603–611: Arigius
- 625: Theodorich
- 643: Ganderich
- 645: Viventiole II.
- 650: Annemundus
- 678: Genesius
- 681–688: Lantbert
- 693–715: Godvuin
- 717–744: Foucaud
- 754–767: Madalbert
- 768–798: Adon
- 798–814: Leidrad
- 814–840: Agobard
- 840–852: Amolon
- 852–875: Remigius I.
- 875–895: Aurelian
- 895–904: Alwala
- ca. 905: Bernard
- 906–915: Auxterives
- ca. 920: Remigius II.
- 926: Anscheric
- 928–948: Guy I.
- 949–956: Burchard I. (Welfen)
- 956–978: Amblard (Haus Auvergne)
- 979–1031: Burchard II. (Welfen)
- ca. 1040: Odolric
- 1046–1050: Halinard
- Philipp I.
- ca. 1063–1065: Gottfried von Vergy
- 1065–1076: Humbert I.
- 1077–1085: Jubin
- 1085–1106: Hugo
- 1110–1118: Gaucerand
- 1118–1128: Humbaud
- 1128–1129: Renaud von Semur (Haus Semur)
- 1131–1139: Peter I.
- 1139–1141: Foulque
- 1142–1147: Amedee I.
- 1148–1152: Humbert II. von Bage
- 1153–1163: Heraclius von Montboissier
- 1163–1165: Dreux
- 1165–1180: Guichard
- 1181–1193: Jean Bellesmains
- 1193–1226: Renaud II. von Forez
- 1227–1233: Robert d’Auvergne (Haus Auvergne)
- 1235–1236: Raoul de Pinis oder de La Roche-Aymon
- 1236–1246: Aimeric de Rives

- 1246–1267: Philipp von Savoyen

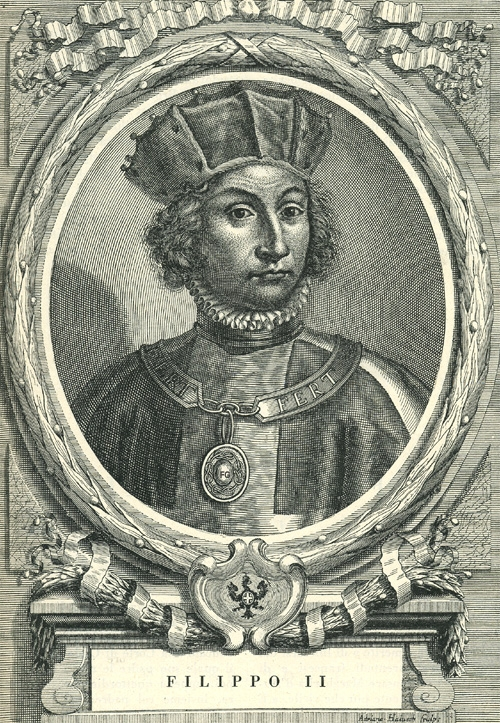
Philipp von Savoyen

- 1272–1273: Pierre II. de Tarentaise, der spätere Papst Innozenz V.
- 1274–1282: Adhémar de Roussillon
- 1284–1287: Raoul II. de Thorotte (Haus Thorotte)
- 1287: Pierre III. d’Aoste
- 1288–1294: Bérard de Goth
- 1296–1301: Henri I. de Villars
- 1301–1308: Louis de Villars
- 1308–1332: Peter IV. von Savoyen
- 1333–1340: Guillaume I. de Sure
- 1340–1342: Guy de Boulogne (Haus Auvergne)
- 1342–1354: Henri II. de Villars
- 1356–1358: Raymond Saquet
- 1358–1365: Guillaume II. de Thurey
- 1365–1375: Charles de Valois, als Karl III. Graf von Alençon
- 1375–1389: Jean II. de Talarn
- 1389–1415: Philippe III. de Thurey
- 1415–1444: Amédée II. de Talarn
- 1444–1446: Geoffroy II. de Versaillera
- 1446–1447: Jean de Bourbon, Administrator

- 1447–1488: Charles II. de Bourbon
- 1488–1499: Hugue II. de Talarn
- 1499–1500: André d’Espinay
- 1501–1536: François II. de Rohan
- 1537–1539: Jean de Lorraine-Guise

- 1539–1551: Ippolito II. d’Este

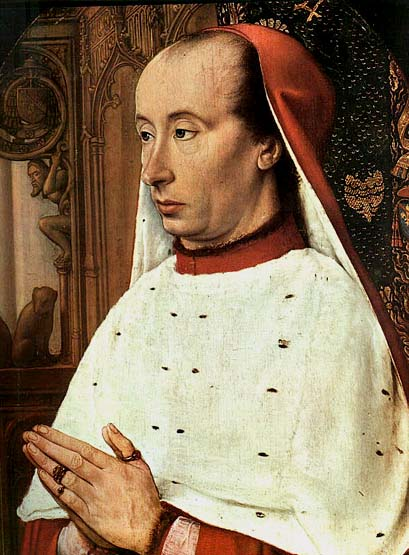
Charles II. de Bourbon

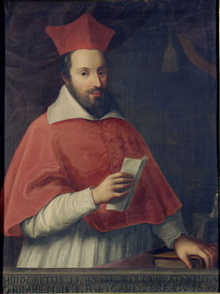
Ippolito II. d’Este

- 1551–1562: François II. de Tournon
- 1562–1573: Antoine I. d’Albon
- 1573–1599: Pierre IV. d’Epinac
- 1600–1603: Albert de Bellièvre
- 1604–1612: Claude I. de Bellièvre
- 1612–1626: Denis-Simon de Marguemont
- 1627–1628: Charles Miron
- 1628–1653: Alphonse-Louis du Plessis de Richelieu (Haus Le Plessis-Richelieu)
- 1653–1693: Camille de Neufville de Villeroy
- 1693–1714: Claude II. de Saint-Georges
- 1714–1731: François-Paul de Neufville de Villeroy
- 1731–1740: Charles-François de Châteauneuf de Rochebonne
- 1740–1758: Pierre Guérin de Tencin
- 1758–1788: Antoine II. de Malvin de Montazet
- 1788–1790: Yves-Alexandre de Marbeuf
- 1791–1794: Antoine-Adrien Lamourette (konstitutioneller Bischof, nach Kirchenrecht schismatisch)
- 1798–1802: Claude-François-Marie Primat

- 1802–1839: Joseph Fesch

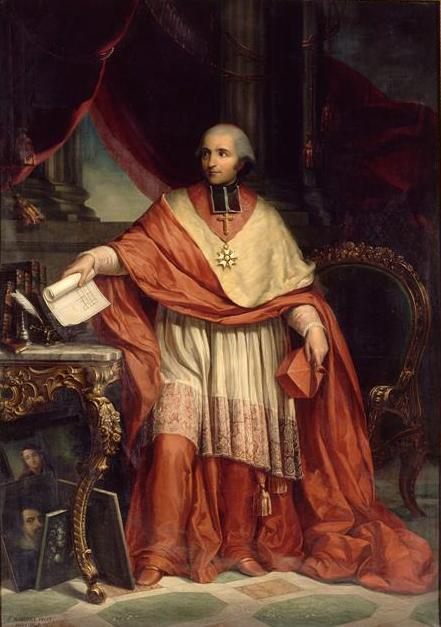
Joseph Fesch

- 1839:      Joachim-Jean-Xavier d’Isoard
- 1839–1870: Louis-Jacques-Maurice de Bonald
- 1871–1875: Jacques-Marie-Achille Ginoulhiac
- 1876–1887: Louis-Marie-Joseph-Eusèbe Caverot
- 1887–1893: Joseph Alfred Foulon
- 1893–1912: Pierre-Hector Kardinal Coullié
- 1912–1916: Hector-Irénée Kardinal Sévin
- 1916–1936: Louis-Joseph Kardinal Maurin
- 1937–1965: Pierre-Marie Kardinal Gerlier
- 1965–1967: Jean-Marie Kardinal Villot
- 1967–1981: Alexandre-Charles Kardinal Renard
- 1981–1994: Albert Kardinal Decourtray
- 1995–1998: Jean Kardinal Balland
- 1998–2002: Louis-Marie Kardinal Billé
- 2002–2020: Philippe Kardinal Barbarin
- seit 2020: Olivier de Germay